# Lactarius resimus
Espèce
Lactarius resimus est une espèce de champignons agaricomycètes de la famille des Russulaceae.

## Consommation
Lactarius resimus est considéré comme un mets délicat en Europe de l’Est quand il est saumuré.

## Liste des variétés
Selon MycoBank (10 juin 2024) :
- Lactarius resimus var. insipidus A.H. Sm., 1960
- Lactarius resimus var. intermedius A.H. Sm., 1960
- Lactarius resimus var. regalis (Peck) Peck, 1885
- Lactarius resimus var. resimus

## Classification
Le nom correct complet (avec auteur) de ce taxon est Lactarius resimus (Fr.) Fr., 1838.
L'espèce a été initialement classée dans le genre Agaricus sous le basionyme Agaricus resimus Fr., 1821.
Lactarius resimus a pour synonymes :
- Agaricus resimus Fr., 1821
- Galorrheus resimus (Fr.) P. Kumm., 1871
- Lactifluus resimus (Fr.) Kuntze, 1891

### Publication originale
- (la) E. M. Fries, Epicrisis Systematis Mycologici, 1838, 610 p.